# Дойч-Еферн
Дойч-Еферн (нім. Deutsch Evern) — громада в Німеччині, розташована в землі Нижня Саксонія. Входить до складу району Люнебург.  Складова частина об'єднання громад Ільменау.
Площа — 11,16 км2. Населення становить 3759 ос. (станом на 31 грудня 2021).